# بوبي ويفر
بوبي ويفر (بالإنجليزية: Bobby Weaver)‏ هو مصارع رياضي أمريكي، ولد في 29 ديسمبر 1958 في روتشستر في الولايات المتحدة.

## وصلات خارجية
- بوبي ويفر على موقع قاعدة بيانات المصارعة الدولية (الإنجليزية)
- بوبي ويفر على موقع اللجنة الأولمبية الدولية (الإنجليزية)
- بوبي ويفر على موقع أوليمبيديا (الإنجليزية)